# The Cryonic Woman
«The Cryonic Woman» (укр. «Кріогенна жінка») — дев'ятнадцята і остання серія другого сезону анімаційного серіалу «Футурама», що вийшла в ефір у Північній Америці 12 грудня 2000 року.
Автор сценарію: Дж. Стюарт Бернс.
Режисер: Марк Ервін.

## Сюжет
Намагаючись розважитися, Фрай і Бендер влаштовують навколосвітній політ на кораблі «Міжпланетного експреса». На жаль, в момент старту корабель виявляється прив'язаним нерозривною діамантовую линвою, внаслідок чого будівля компанії відривається від землі і тягнеться слідом за кораблем, руйнуючи на своєму шляху багато визначних місць, включно з Меморіальною аркою в Сент-Луїсі і Великим Китайським муром (через що одразу ж починається навала монголів на Китай). Професор Фарнсворт наказує Гермесу звільнити Фрая і Бендера за хуліганство, а також Лілу — за те, що вона лишила ключі від корабля без нагляду.
Ліла повторно імплантує собі та Фраю кар'єрні чипи, але випадково міняє їх місяцми. В результаті Фрай отримує роботу радника в Лабораторії прикладної кріоніки, а Ліла стає посильним (натомість Бендер презентує відрізану руку і кар'єрний чип прем'єр-міністра Норвегії). Розморожуючи людей з минулого, Фрай знайомиться з коміком Полі Шором, який був заморожений до тисячної річниці одного зі своїх фільмів, а згодом з жахом упізнає в наступній розмороженій особі свою колишню дівчину Мішель. Тим часом Бендер і Ліла повертаються до професора, благаючи взяти їх знов на роботу, але той уже призначив новою командою Гермеса, Зойдберґа та Емі (причому дав їм не типову для старої команди самовбивчо-небезпечну місію, а відправив їх на планету Фантазія, де збуваються всі мрії).
Стосунки між Фраєм і Мішель відновлюються. Фрай знайомить подругу зі світом ХХХІ століття, проте вона почуває труднощі з адаптацією. Згодом Мішель пропонує Фраю заморозитися ще на 1000 років, і він погоджується. Прокинувшись він кріогенного анабіозу, вони опиняються посеред спустошеного ландшафту. Намагаючись якось владнати нове життя, Мішель і Фрай потрапляють у суспільство здичавілих дітей і приєднуються до них. Наполягаючи на тому, що Фрай повинен бути амбітним і прагнути успіху, Мішель вмовляє його скинути ватажка дітей. Той пропонує визначити гіднішого на смертельних перегонах (англ. deathboard, «те саме, що і скейтборд, але хтось має загинути»). Завдяки хитрощам, Фраю вдається перемогти, але в цей момент у броньованому джипі прибуває доросла жінка, яка забирає дітей на заняття у школу. Втомившись від постійних претензій і дорікань Мішель, Фрай розриває з нею стосунки і йде геть крізь пустелю.
Блукаючи у зеленуватому тумані, Фрай раптово опиняється перед Китайським театром Ґраумана (що в Голлівуді). Поруч із ним приземляється корбель «Міжпланетного експреса». Команда, вийшовши з корабля, пояснює Фраю, що він знаходиться у Лос-Анджелесі в 3000 році. Вони з Мішель заморозилися лише на кілька днів у капсулі Полі Шора, яку мали доставити в Голлівуд, а коли побачили, що в ній немає Шора, скинули її за борт. З лімузину, який проїздить повз визирає Мішель, яка вже встигла зійтися з Полі Шором.
По дорозі додому Фрай просить професора поновити його на роботі. Хоча професор вже встиг забути, за що звільнив Фрая, Бендер нагадує, що той мало не знищив увесь бізнес «Міжпланетного експреса». Сердитий професор натискає кнопку люка, викинувши Фрая з корабля. Вже під час фінальних титрів лунає звук його падіння на землю.

## Послідовність дії
- У цій серії Голлівуд (і весь Лос-Анджелес) показаний як напівзруйноване занедбане місто, на відміну від подальшої серії «That's Lobstertainment!»
- Безробітний Бендер намагається заробляти старцюванням, але Ліла зупиняє його, кажучи «ми не ветерани!» Насправді всі троє є ветеранами, оскільки служили в земній армії під час вторгнення на планету Сферон 1 у серії «War Is the H-Word».
- Один з розморожених персонажів пояснює мотивацію свого заморожування бажанням познайомитися з Шекспіром, оскільки вважає час циклічним. На що Фрай розчаровує його повідомленням: «Ні, це пряма лінія».  Проте у пізнішій серії «The Late Philip J. Fry» з‘ясовується, що час усе-таки є циклічним і подорож у далеке майбутнє призведе до повернення в минуле, точніше до потрапляння в новий всесвіт, історія якого є ідентичною.

## Пародії, алюзії, цікаві факти
- Постапокаліптична банда здичавілих дітей є алюзією на фільми «Божевільний Макс», «Втеча з Нью-Йорка» і «Втеча з Лос-Анджелеса».
- Серед відомих людей, яких Фрай обирає для розморожування, помітний «Дивний Ел» Янковик.
- Сцена смертельних перегонів на скейтбордах дуже подібна на аналогічний епізод із серії «Сімпсонів» «Lemon of Troy».
- Напис на Музеї сучасного мистецтва у 3000 році виглядає як «Музей по-справжньому сучасного мистецтва».